# Soutok

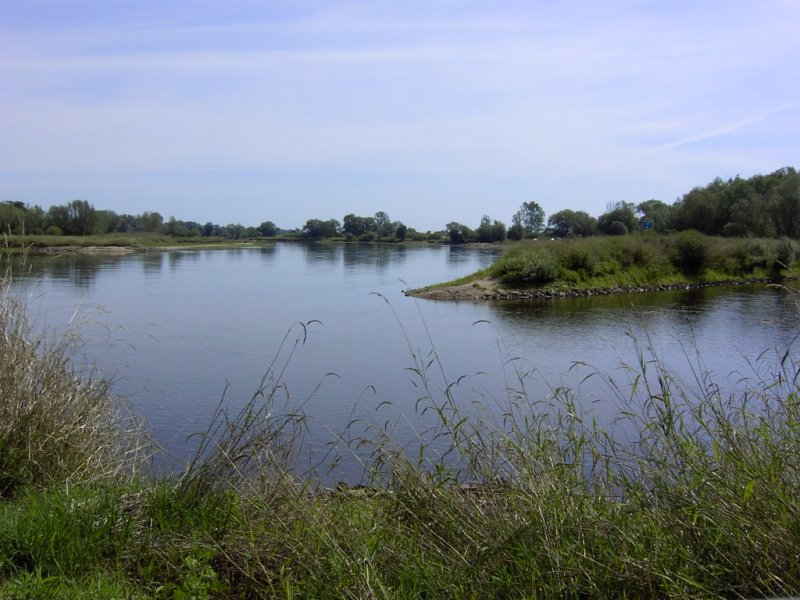
Soutok Odry a Lužické Nisy

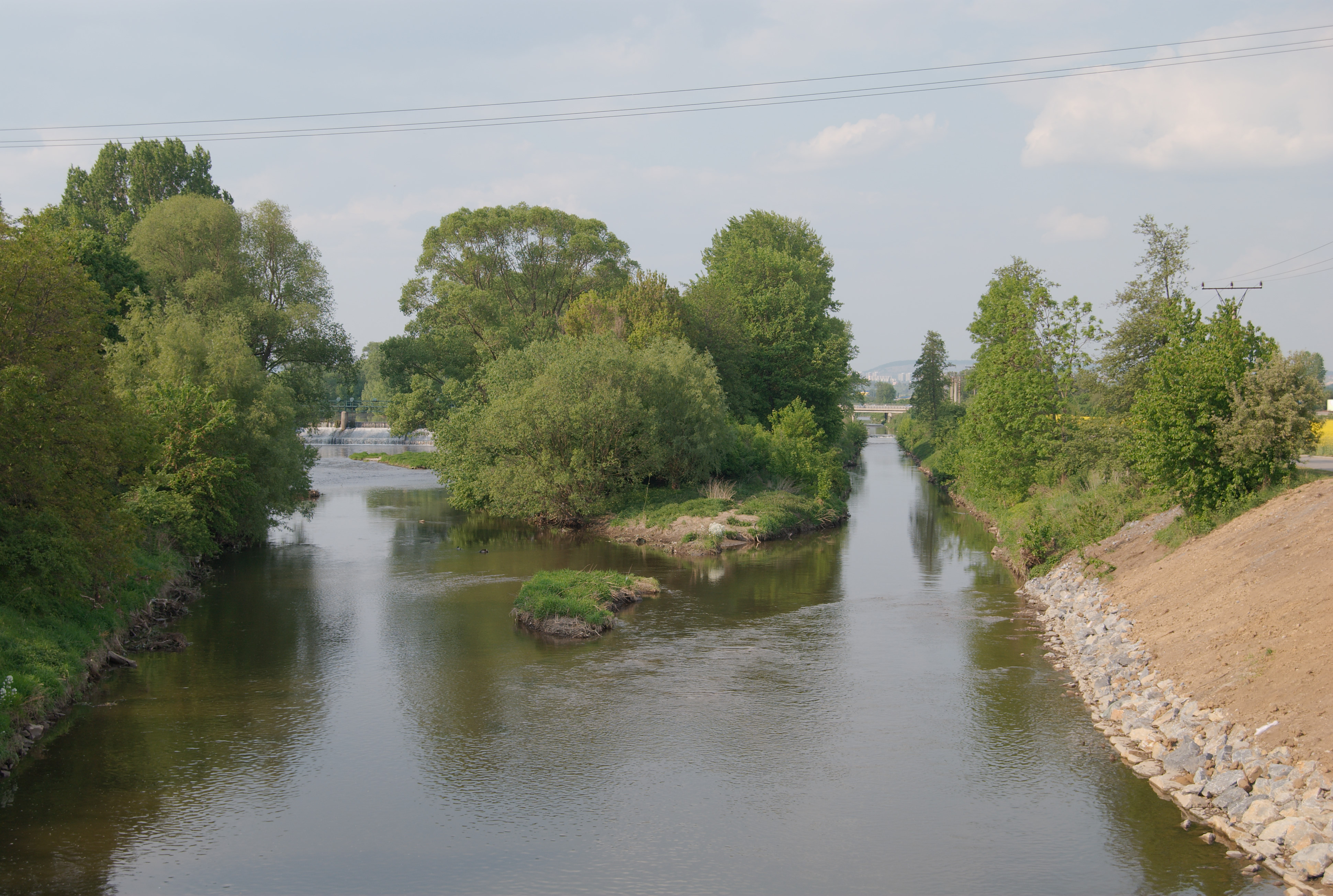
Soutok Svratky a Svitavy

Soutok je místo, kde se setkávají nejméně dva vodní toky. Většinou se hovoří o soutoku v případě řek, ale obecně se může jednat i o menší vodní toky.
Soutoky řek byly vhodným místem pro zakládání osad a měst a mnohá současná sídla jsou toho důkazem. Jako příklad může sloužit Hradec Králové s jádrem města nad soutokem Labe a Orlice. Dále soutok Moravy a Dyje s největším komplexem lužních lesů ve střední Evropě
Po soutoku bývá dále řeka nazývána jménem té z původních řek, která má v místě soutoku větší průtok nebo jejíž tok je delší, ale lze nalézt příklady, kdy tomu tak není. Například pod soutokem Labe a Vltavy, kde má Vltava větší průtok a je i delší, řeka dále nese název Labe. Tato skutečnost je dána historickým názvem, který pochází z dob Keltů, kteří povodí obývali.
Někdy nese řeka pod soutokem jméno odlišné od svých zdrojnic – pod soutokem Mže s Radbuzou nese řeka dále název Berounka, soutok Vydry a Křemelné dává vzniknout řece Otavě nebo soutokem Rožnovské Bečvy a Vsetínské Bečvy vzniká Bečva.

## Některé soutoky v Česku
- Soutok Rožnovské Bečvy a Vsetínské Bečvy
- Soutok Bečvy a Moravy
- Soutok Odry a Olše

## Galerie

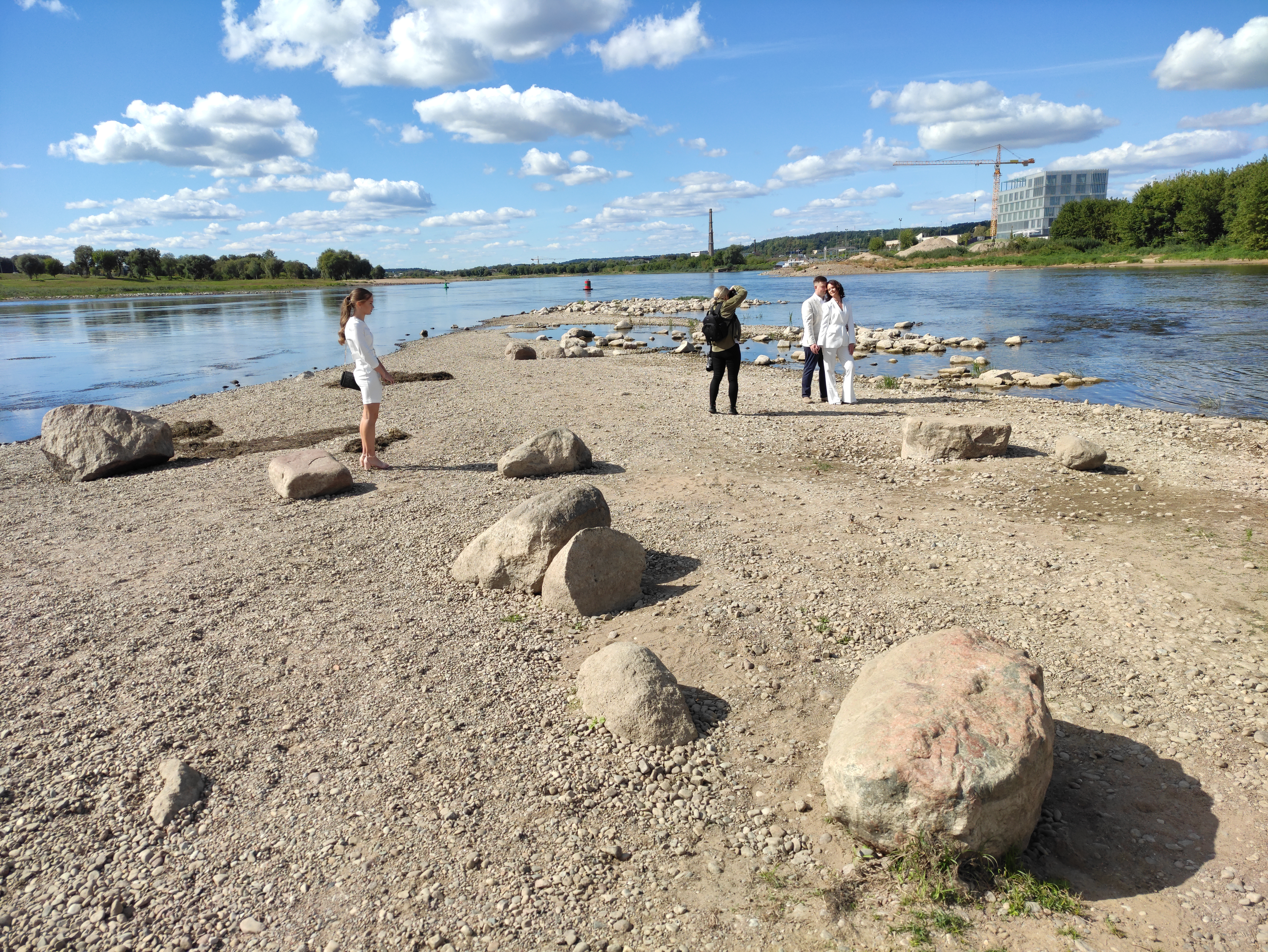
Soutok řek Nemunas a Neris, Litva